# Dark Passion Play
Dark Passion Play – pierwszy album fińskiego zespołu Nightwish z nową wokalistką Anette Olzon, szósty ogółem. Zespołowi w nagrywaniu płyty towarzyszyła London Philharmonic Orchestra.
Płyta ukazała się 26 września 2007. Po dwóch dniach sprzedaży w Finlandii dostała miano platyny, a dwa dni później – podwójnej platyny. W sprzedaży dostępna była także edycja rozszerzona albumu z dodatkową płytą CD, na której znalazły się instrumentalne wersje wszystkich utworów.
Następujące utwory zostały wydane jako single promujące album: Eva (25 maja 2007), Amaranth (22 sierpnia 2007), Bye Bye Beautiful (15 lutego 2008), The Islander (30 maja 2008). Ponadto w Finlandii ukazał się utwór Erämaan Viimeinen z fińskim tekstem do instrumentalnego nagrania Last of the Wilds.

## Lista utworów
Opracowano na podstawie materiału źródłowego.
1. "The Poet and the Pendulum" (muz. Holopainen, sł. Holopainen) - 13:54
2. "Bye Bye Beautiful" (muz. Holopainen, sł. Holopainen) - 04:14
3. "Amaranth" (muz. Holopainen, sł. Holopainen) - 03:51
4. "Cadence Of Her Last Breath" (muz. Holopainen, sł. Holopainen) - 04:14
5. "Master Passion Greed" (muz. Holopainen, sł. Holopainen) - 06:02
6. "Eva" (muz. Holopainen, sł. Holopainen) - 04:24
7. "Sahara" (muz. Holopainen, sł. Holopainen) - 05:47
8. "Whoever Brings The Night" (muz. Vuorinen, sł. Holopainen) - 04:17
9. "For The Heart I Once Had" (muz. Holopainen, sł. Holopainen) - 03:55
10. "The Islander" (muz. Hietala, sł. Holopainen) - 05:05
11. "Last Of The Wilds" (muz. Holopainen) - 05:40
12. "7 Days To The Wolves" (muz. Holopainen, Hietala, sł. Holopainen) - 07:03
13. "Meadows Of Heaven" (muz. Holopainen, sł. Holopainen) - 07:10

| Platinum Edition Bonus CD |
| --- |
| 1. "Erämaan Viimeinen" - 5:11 2. "Escapist" - 4:59 3. "Meadows Of Heaven" (Orchestral Version) - 7:14 4. "The Poet And The Pendulum" (Demo) - 13:45 5. "Bye Bye Beautiful" (DJ Orkidea Remix) - 12:07 |

| Special Deluxe Edition |
| --- |
| CD 1 1. "The Poet and the Pendulum" - 13:54 2. "Bye Bye Beautiful" - 04:14 3. "Amaranth" - 03:51 4. "Cadence Of Her Last Breath" - 04:14 5. "Master Passion Greed" - 06:02 6. "Eva" - 04:24 7. "Sahara" - 05:47 8. "Whoever Brings The Night" - 04:17 9. "For The Heart I Once Had" - 03:55 10. "The Islander" - 05:05 11. "Last Of The Wilds" - 05:40 12. "7 Days To The Wolves" - 07:03 13. "Meadows Of Heaven" - 07:10 CD 2 1. "Amaranth - 3:58 2. "Reach" (Amaranth Demo Version) - 3:57 3. "Eva" (Orchestral Version) - 4:28 4. "While Your Lips Are Still Red" (Theme From The Movie "Lieksa!") - 4:19 CD 3 1. "Amaranth" - 3:58 2. "Amaranth" (Orchestral Version) - 3:51 3. "Eva" (Demo Version) - 4:15 |

| Japanese Edition |
| --- |
| 1. "The Poet and the Pendulum" - 13:54 2. "Bye Bye Beautiful" - 04:14 3. "Amaranth" - 03:51 4. "Cadence Of Her Last Breath" - 04:14 5. "Master Passion Greed" - 06:02 6. "Eva" - 04:24 7. "Sahara" - 05:47 8. "Whoever Brings The Night" - 04:17 9. "For The Heart I Once Had" - 03:55 10. "The Islander" - 05:05 11. "Last Of The Wilds" - 05:40 12. "7 Days To The Wolves" - 07:03 13. "Meadows Of Heaven" - 07:10 14. "Escapist" (muz. Holopainen, sł. Holopainen) - 04:57 |

| Vinyl Edition |
| --- |
| Strona A 1. "The Poet and the Pendulum" - 13:54 2. "Bye Bye Beautiful" - 04:14 3. "Amaranth" - 03:51 Strona B 1. "Cadence Of Her Last Breath" - 04:14 2. "Master Passion Greed" - 06:02 3. "Eva" - 04:24 4. "Sahara" - 05:47 Strona C 1. "Whoever Brings The Night" - 04:17 2. "For The Heart I Once Had" - 03:55 3. "The Islander" - 05:05 4. "Last Of The Wilds" - 05:40 Strona D 1. "7 Days To The Wolves" - 07:03 2. "Meadows Of Heaven" - 07:10 |

## Twórcy
Opracowano na podstawie materiału źródłowego.
- Anette Olzon - wokal prowadzący, wokal wspierający
- Tuomas Holopainen - instrumenty klawiszowe, fortepian, wokal wspierający, aranżacje, produkcja muzyczna
- Erno Vuorinen - gitara prowadząca, gitara akustyczna, aranżacje
- Marco Hietala - gitara basowa, gitara akustyczna, wokal prowadzący, wokal wspierający, aranżacje
- Jukka Nevalainen - perkusja, aranżacje

## Wydania
| Rok  | Nr katalogowy                   | Format                | Wytwórnia               | Region            | Źródło |
| ---- | ------------------------------- | --------------------- | ----------------------- | ----------------- | ------ |
| 2007 | SPI313SP, 172004-1              | 2xCD, Album, Ltd, Dig | Spinefarm Records       | Finlandia         | [ 7 ]  |
| 2007 | 1686-179702                     | 2xCD, Album           | Roadrunner Records      | Stany Zjednoczone | [ 7 ]  |
| 2007 | UICO-9022/3                     | 2xCD, Album           | Universal International | Japonia           | [ 7 ]  |
| 2007 | RR79702                         | 2xCD, Album, Col      | Roadrunner Records      | Australia         | [ 7 ]  |
| 2007 | NB 1923-0, NB 1967-5            | 2xCD, Album, Dig      | Nuclear Blast           | Niemcy            | [ 7 ]  |
| 2007 | NB 1923-1, NB 1962-1, NB 1963-1 | 2xLP, Album, Pic, Ltd | Nuclear Blast           | Niemcy            | [ 7 ]  |
| 2007 | NB 1923-2, NB 1967-5, NB 1969-2 | 3xCD, Album, Ltd      | Nuclear Blast           | Niemcy            | [ 7 ]  |
| 2007 | 1686179842                      | CD, Album             | Roadrunner Records      | Kanada            | [ 7 ]  |
| 2007 | UICO 1131                       | CD, Album             | Universal International | Japonia           | [ 7 ]  |
| 2007 | NB 1923-2                       | CD, Album, Promo, Car | Nuclear Blast           | Niemcy            | [ 7 ]  |
| 2007 | SPI313AUDIO, 172003-9           | DVD-A                 | Spinefarm Records       | Finlandia         | [ 7 ]  |
| 2008 | SPI 313PT, 175 774-2            | 2xCD, Album, Pla      | Spinefarm Records       | Finlandia         | [ 7 ]  |
| 2008 | NB 2253-5, 27361 22535          | 3xCD + Box, Ltd, Spe  | Nuclear Blast           | Niemcy            | [ 7 ]  |

## Listy sprzedaży
| Lista                                 | Kraj              | Pozycja | Certyfikat         |
| ------------------------------------- | ----------------- | ------- | ------------------ |
| OLiS                                  | Polska            | 6       | złota płyta        |
| Billboard 200                         | Stany Zjednoczone | 84      | —                  |
| Sverigetopplistan                     | Szwecja           | 4       | złota płyta        |
| Ultratop 50                           | Belgia            | 18      | —                  |
| MegaCharts                            | Holandia          | 5       | —                  |
| YLE                                   | Finlandia         | 1       | 2x platynowa płyta |
| SNEP                                  | Francja           | 6       | —                  |
| Media Control Charts                  | Niemcy            | 1       | złota płyta        |
| Ö3 Austria Top 40                     | Austria           | 5       | złota płyta        |
| FIMI                                  | Włochy            | 16      | —                  |
| AMPROFON                              | Meksyk            | 22      | —                  |
| VG-Lista                              | Norwegia          | 7       | —                  |
| PROMUSICAE                            | Hiszpania         | 33      | —                  |
| Schweizer Hitparade                   | Szwajcaria        | 1       | platynowa płyta    |
| UK Albums Chart                       | Wielka Brytania   | 25      | —                  |
| Tracklisten                           | Dania             | 18      | —                  |
| Top 40 album- és válogatáslemez-lista | Węgry             | 1       | —                  |